# Az utolsó műszak
Az utolsó műszak (eredeti cím: End of Watch) 2012-es amerikai akcióthriller, amelyet David Ayer írt és rendezett. A főszerepekben Jake Gyllenhaal és Michael Peña látható.
Ayer, aki korábban több rendőrségi eljárási filmet is írt, azt akarta, hogy a film inkább a társak közötti barátságra és a mindennapi rendőri munkára koncentráljon, valamint háttérbe szorítsa a Los Angeles utcáin zajló kábítószer-kereskedelem történetének kontextuális elemeit. Gyllenhaal, Peña és a többi szereplő intenzív képzési programon vett részt, hogy felkészüljenek a rendőrök szerepére. A forgatás 2011 augusztusában zajlott Los Angelesben.
A filmet 2012. szeptember 8-án mutatták be a Torontói Nemzetközi Filmfesztiválon, majd szeptember 21-én került az amerikai mozikba, és több mint 57 millió dolláros bevételt hozott a pénztáraknál, a 7 millió dolláros költségvetéssel szemben. A film számos elismerést kapott, többek között két Independent Spirit Award jelölést.

## Rövid történet
két fiatal Los Angeles-i rendőrnek szembe kell néznie a náluk is erősebb bűnözői erőkkel.

## Szereplők

### Rendőrség
- Jake Gyllenhaal: Brian Taylor rendőrtiszt
- Michael Peña: Miguel "Mike Z" Zavala rendőr
- David Harbour: Van Hauser rendőrtiszt
- Frank Grillo: őrmester
- Jaime Fitzsimons: Reese kapitány
- America Ferrera: Orozco rendőrtiszt
- Cody Horn: Davis rendőrtiszt
- Kristy Wu: Sook rendőrtiszt

### Család
- Natalie Martinez: Gabriella "Gabby" Zavala
- Anna Kendrick: Janet Taylor

### Bűnözők
- Cle Shaheed Sloan: "Tre
- Shondrella Avery: 'Bonita'
- Maurice Compte mint '	Nagy Gonosz'
- Flakiss: 'La-La'
- Richard Cabral: 'Démon'
- Diamonique: 'gonosz'

## Bemutató

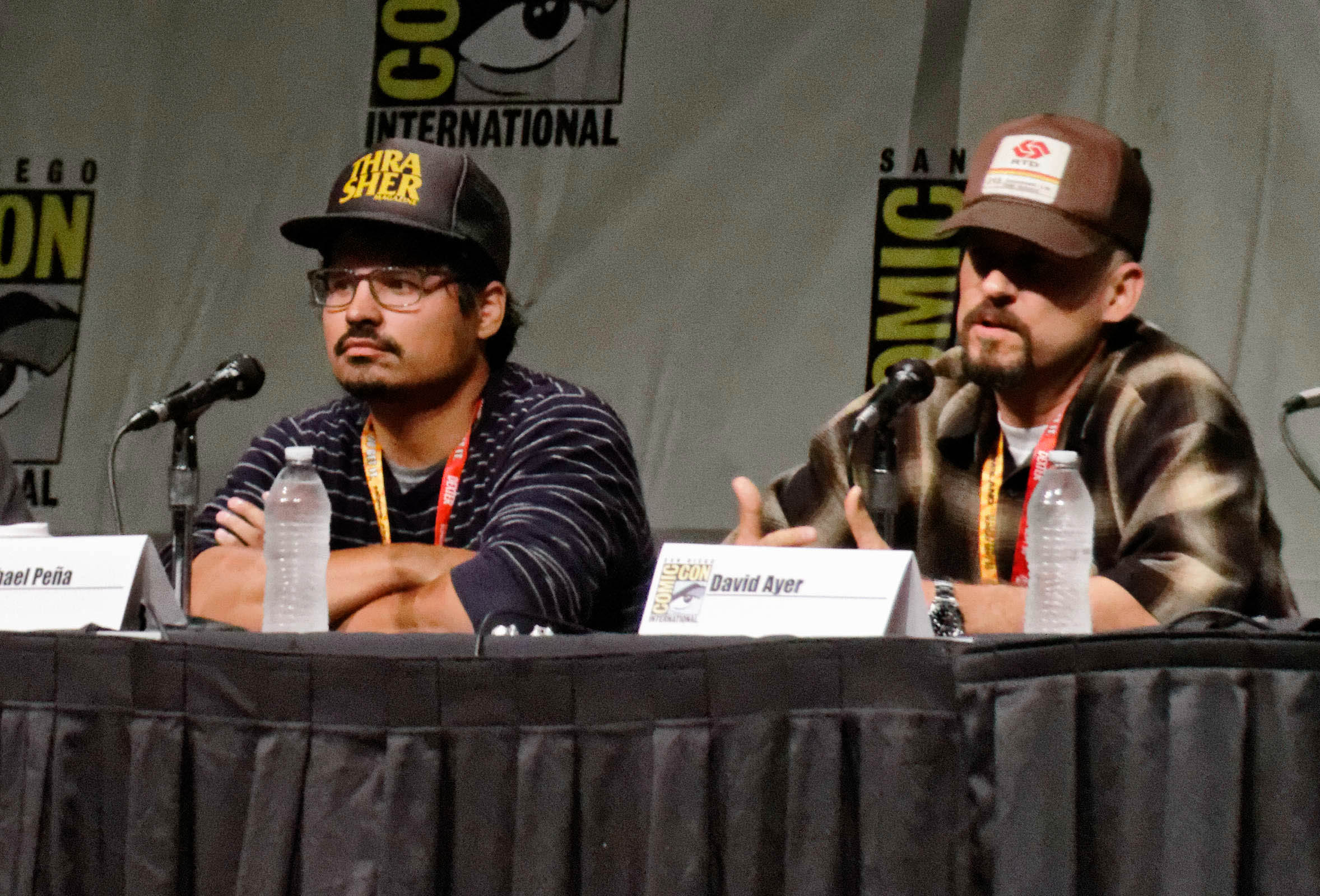
Michael Peña (balra) és David Ayer a 2012-es San Diego Comic-Con International-on.

A film világpremierjét 2012. szeptember 8-án tartották a Torontói Nemzetközi Filmfesztiválon. Az eredeti tervek szerint 2012. szeptember 28-án került volna a mozikba, de később szeptember 21-re halasztották a bemutatót.

### Médiakiadás
Az utolsó műszak 2013. január 22-én jelent meg DVD-n és Blu-rayen a Universal Studios Home Entertainment forgalmazásában.

## Bevétel
A film Észak-Amerikában 41 millió dollárt, más területeken pedig 16,6 millió dollárt hozott, így összesen 57,6 millió dolláros bevételt ért el, a 7 millió dolláros költségvetésével szemben.
Az Egyesült Államokban a nyitóhétvégén 13,1 millió dolláros bevételt szerzett, és ezzel az első helyen végzett a kasszasikerlistán. Különösen népszerű volt a spanyol ajkúak körében, akik a nyitóhétvégén a nézők 32%-át tették ki. A filmet kezdetben 2730 moziban mutatták be, a második héten pedig már 2780 moziban jelent meg. December 7-én a film országos újrakiadásban került bemutatásra 1259 moziban, nem sokkal azután, hogy két Independent Spirit Award jelölést kapott. Az újbóli bemutató első hétvégéjén 752 ezer dolláros bevételt ért el.